# 2003年5月逝世人物列表
2003年逝世人物列表：1月 - 2月 - 3月 - 4月 - 5月 - 6月 - 7月 - 8月 - 9月 - 10月 - 11月 - 12月
2003年5月逝世人物列表，是用于汇总2003年5月期间逝世人物的列表。

## 依日期排序

### 1日
- 豪庫爾·克勞森，74歲，冰島奧林匹克運動員。[1]
- 伊莉莎白·安·胡萊特（Elizabeth Ann Hulette），42歲，美國職業摔跤手和摔跤經理，吸毒和酗酒。
- 伊斯特萬·凱倫（István Kelen），91歲，匈牙利裔澳大利亞運動員、記者、作家和劇作家。
- Shlomo Levi，68歲，以色列足球運動員。[2]
- 保羅·摩爾（Paul Moore），83歲，美國聖公會主教，前美國海軍陸戰隊軍官。[3]
- Wim van Est，80 歲，荷蘭賽車手。[4]

### 2日
- 穆罕默德·迪布（Mohammed Dib），82歲，阿爾及利亞作家。[5]
- Blaga Dimitrova，81歲，保加利亞詩人和政治家，副總統（1992—1993年），腦血管疾病。[6]
- 詹姆斯·米勒，34歲，威爾士電影製片人和攝影師，被以色列國防軍（IDF）殺害。
- 小亨利·懷斯（Henry Wise， Jr.），82歲，美國醫生和二戰塔斯基吉飛行員戰鬥機飛行員。[7]
- 喬治·懷爾，87歲，美國音樂總監和作曲家（以《吉利根島》為主題，這是一年中最美妙的時光），白血病。[8]

### 3日
- Queta Claver，70歲，西班牙女演員、歌手和舞蹈家，患有心血管疾病。[9]
- Glen Culler，75歲，美國電氣工程教授。
- 唐·詹森（Don Johnson），62歲，美國投球手，心臟病發作。
- 蘇茜·派克，70歲，美國女演員和模特，布拉德福德·迪爾曼（Bradford Dillman）的妻子，關節炎，糖尿病。[10]
- 馬塞爾·羅什（Marcel Roche），82歲，法國醫生和科學家。
- G. Venkateswaran，55歲，印度電影製片人。[11]

### 4日
- 亞歷山大·博戈西安，65歲，衣索比亞裔美國藝術家和教師。[12]
- 塞斯托·布魯斯坎蒂尼（Sesto Bruscantini），83歲，義大利男中音。[13]
- 亞瑟·奧爾德姆，76歲，英國作曲家和合唱團指揮。[14]
- Jean Tricart，82歲，法國地貌學家。[15]
- 理查·特羅布裡奇，83歲，英國海軍上將和西澳大利亞州州長（1980—1983年）。
- David Woodley，44歲，美國橄欖球運動員（邁阿密海豚隊），因腎和肝功能衰竭而出現併發症。[16]

### 5日
- 山姆·博卡里（Sam Bockarie），38歲，塞拉利昂政治家和陸軍指揮官，被槍殺。
- 大衛·勒溫，69歲，美國音樂理論家。[17]
- 菲力浦·鮑威爾，82歲，英國建築師。
- 蘇丹·拉赫曼諾夫，52歲，蘇聯舉重運動員和奧運會冠軍，心臟病發作。[18]
- 瓦利·薩洛芒（Waly Salomão），59歲，巴西詩人。
- 沃爾特·馬克斯·尤利亞特·西蘇魯（Walter Max Ulyate Sisulu），90歲，南非反種族隔離活動家和非國大成員，帕金森病。[19]

### 6日
- 史蒂夫·阿特金森，54歲，加拿大冰球運動員（布法羅軍刀隊、華盛頓首都隊、多倫多鬥牛隊），心臟病發作。[20]
- 傑弗里·巴登（Geoffrey Bardon），63歲，澳大利亞藝術家、教師和原住民藝術宣導者。[21]
- Oleksandr Bilash，72歲，烏克蘭作曲家和作家。[22]
- 蒂托·加西亞，71歲，西班牙演員。[23]
- 科林·岡頓（Colin Gunton），62歲，英國神學家和學者。[24]
- 喬斯林·赫伯特（Jocelyn Herbert），86歲，英國舞台設計師。[25]
- Art Houtteman，75歲，美國棒球運動員（底特律老虎隊、克利夫蘭印第安人隊、巴爾的摩金鶯隊），心臟病發作。[26]
- 斯坦尼斯拉夫·科拉日，91歲，捷克斯洛伐克和捷克乒乓球運動員。
- 迪恩·梅（Dean L. May），65歲，美國學者、作家和紀錄片製片人，心臟病發作。[27]

### 7日
- 約翰·安德森，83歲，丹麥短距離皮划艇運動員（1948 年夏季奧運會男子 K-1 1000米銀牌）。[28]
- Sisir Kumar Das，66歲，語言學家、詩人、劇作家、翻譯家、比較學家和印度文學學者。[29]
- 昆汀·迪恩，58歲，美國女演員，癌症。
- 邁克·胡多克，68歲，美國橄欖球運動員。[30]
- 約書亞·馬達基（Joshua Madaki），55歲，奈及利亞政治家，車禍。[31]
- George Morrow，69歲，美國計算機科學家和先驅，再生障礙性貧血。[32]

### 8日
- Slick Coffman，92歲，美國棒球運動員（底特律老虎隊、聖路易斯布朗隊）。[33]
- 多蘿西·弗格森（Dorothy Ferguson），80歲，加拿大裔美國棒球運動員，癌症。[34]
- 山姆·萊西，99歲，美國體育作家、記者和電視/廣播評論員。[35]
- 埃爾維拉·帕加（Elvira Pagá），82歲，巴西女演員、女演員、歌手、作家和畫家。

### 9日
- 伊夫·布魯澤，54歲，法國鉛球運動員（四次法國冠軍；男子奧運會鉛球：1972 年、1976 年）。[36]
- Hans Engnestangen，95歲，挪威奧林匹克速滑運動員和世界冠軍。[37]
- 卡門·菲爾皮，80歲，美國演員。
- 安東尼奧·伊巴涅斯·弗萊雷（Antonio Ibáñez Freire），89歲，西班牙政治家和陸軍軍官。[38]
- 傑克·蓋爾伯，71歲，美國劇作家（The Connection），白血病。[39]
- Russell B. Long，84歲，美國政治家（1948 年至 1987 年擔任路易士安那州美國參議員），心臟病發作。[40]
- 阿列克謝·梅德韋傑夫，75歲，蘇聯-俄羅斯重量級舉重運動員。
- 伊莉莎白·諾伊弗（Elizabeth Neuffer），46歲，美國記者，專門報導戰爭罪和侵犯人權、伊拉克車禍。[41]
- 伯納德·斯皮爾（Bernard Spear），83歲，英國演員。[42]

### 10日
- Ingo Buding，61歲，西德網球運動員。[43]
- 倫納德·邁克爾斯（Leonard Michaels），70歲，美國短篇小說、小說和散文作家。[44]
- 埃莉諾·普雷斯利（Eleanor C. Pressly），85歲，美國數學家和美國宇航局（NASA）的航空工程師。
- Ambros Speiser，80歲，瑞士工程師和科學家。[45]
- 米蘭·武克切維奇，66歲，南斯拉夫出生的美國化學家和國際象棋作曲大師。[46]
- 約瑟夫·沃德（Joseph D. Ward），89歲，美國政治家。

### 11日
- Karl Boyes，67歲，美國政治家（賓夕法尼亞州眾議院）。[47]
- Noel Redding，57歲，英國前吉米·亨德里克斯体验乐队貝斯手，肝硬化。[48]
- John H. Rousselot，75歲，美國政治家（美國加利福尼亞州眾議員）。[49]
- 厄尼·托沙克（Ernie Toshack），88歲，澳大利亞板球運動員。[50]

### 12日
- 吉姆·克魯尼，69歲，蘇格蘭足球運動員和經理。[51]
- 薩德魯丁·阿迦汗王子，70歲，法國公務員（1965—1977年擔任聯合國難民事務高級專員），癌症。[52]
- 斯坦·莱，96歲，紐西蘭標槍運動員（1928 年夏季奧運會男子標槍投擲運動員）。[53]
- Renate Riemeck，82歲，德國歷史學家和基督教和平活動家。[54]
- 傑里米·桑德福德，72歲，英國編劇。[55]

### 13日
- Theo Aronson，73歲，南非-英國王室傳記作家（愛麗絲公主、王太后、瑪格麗特公主），癌症。[56]
- 約翰·薩維奇（John Savage），70歲，加拿大政治家；新斯科舍省前省長，癌症。
- René Voillaume，97歲，法國天主教神父和神學家。[57]
- 拜倫·沃爾福德（Byron Wolford），72歲，美國牛仔競技表演和職業撲克玩家。[58]
- 馬科斯·紮克（Marcos Zucker），82歲，阿根廷演員和喜劇演員。

### 14日
- Tranquilo Cappozzo，85歲，阿根廷賽艇運動員和奧運會冠軍。[59]
- 戴夫·德布舍爾，62歲，美國籃球運動員（底特律活塞隊、紐約尼克斯隊）和教練（底特律活塞隊），心臟病發作。[60]
- 奧托·埃德爾曼（Otto Edelmann），86歲，奧地利歌劇男低音。[61]
- 阿尔·弗莱明，49歲，美國籃球運動員，癌症。[62]
- 英格瓦·赫勒（Ingvar Helle），70歲，挪威政治家。
- 溫蒂·希勒（Wendy Hiller），91歲，英國舞臺和銀幕女演員（我知道我要去哪裡！）。[63]
- Pepper LaBeija，54歲，美國變裝皇后和時裝設計師，心臟病發作。
- Minarni，59歲，印尼羽毛球運動員。
- 根納迪·尼科諾夫（Gennadiy Nikonov），52歲，俄羅斯槍支工程師。
- 但丁·金特諾（Dante Quinterno），93歲，阿根廷商人和漫畫家。[64]
- 戈登·薩爾基爾德，76歲，英國男配角。
- 羅伯特·斯塔克，84歲，美國影視演員，心臟病發作。[65]

### 15日
- 瓊·卡特·卡什（June Carter Cash），73歲，美國音樂家，約翰尼·卡什（Johnny Cash）的妻子，手術后出現併發症。[66]
- 佩德罗·查佩（Pedro Chappé），57歲，古巴籃球運動員。[67]
- 德斯蒙德·德雷爾，93歲，英國皇家海軍上將。
- 康斯坦丁·德斯凱萊斯庫（Constantin Dăscălescu），79歲，羅馬尼亞共產主義政治家。
- 斯坦利·金博爾（Stanley B. Kimball），76歲，美國歷史學家，癌症。[68]
- Rik Van Steenbergen，78歲，比利時自行車手。[69]
- Rune Waldekranz，91歲，瑞典電影製片人。[70]

### 16日
- 威廉·查理斯·安德森，83歲，美國作家和編劇（Bat*21）。[71]
- 马克·麦考马克，72歲，美國律師、體育經紀人和作家。[72]
- Stan Rofe，69歲，澳大利亞唱片騎師和音樂新聞記者，癌症。[73]
- 拉扎爾·塔西奇，72歲，塞爾維亞足球運動員。
- Bogdan Śliwa，81歲，波蘭國際象棋大師。

### 17日
- 伊迪絲·卡爾瑪（Edith Carlmar），91歲，挪威女演員，挪威第一位女電影導演。[74]
- Pop Ivy，87歲，美式橄欖球運動員和教練。[75]
- Irene Gut Opdyke，81歲，波蘭護士，腎衰竭，肝衰竭。[76]
- 路易吉·平托爾，77歲，義大利政治家和記者。[77]
- Gerhard Schöpfel，90歲，二戰期間德國空軍王牌飛行員。

### 18日
- 瑪麗蓮·本德爾，81歲，美國印象派畫家。
- 彼得·拉斯科（Peter Lasko），79歲，德裔英國藝術史學家。[78]
- 尼克·羅曼（Nick Roman），55歲，美國橄欖球運動員，心臟病發作。[79]
- Mentz Schulerud，87歲，挪威作家、電臺名人和戲劇導演。

### 19日
- 約翰娜·巴德維格（Johanna Budwig），94歲，德國生物化學家，替代癌症治療宣導者和作家。
- Kunhiraman Palat Candeth，86歲，印度陸軍上將。[80]
- 保羅·哈根，83歲，丹麥電影和電視演員。
- 路德維希·拉赫納（Ludwig Lachner），德國足球運動員和經理。
- 亞歷山大·米羅什尼琴科（Aleksandr Miroshnichenko），39歲，哈薩克拳擊手和奧運獎牌得主，摔倒了。[81]
- 伊沃·日德克，76歲，捷克歌劇男高音，因在斯美塔那、德沃夏克和雅納切克的歌劇中扮演角色而聞名。[82]

### 20日
- 吉姆·克拉夫（Jim Clough），86歲，澳大利亞政治家。
- 沃爾特·赫勒勒（Walter Höllerer），80歲，德國作家、文學評論家和文學學者。[83]
- 埃迪·利特爾（Eddie Little），48歲，美國作家和記者，心臟病發作。[84]
- 霍華德·西姆斯（Howard Sims），86歲，非裔美國雜耍踢踏舞者，患有阿爾茨海默病。[85]

### 21日
- 亞歷杭德羅·德·托馬索（Alejandro de Tomaso），74歲，阿根廷賽車手和實業家。
- 雅羅斯拉夫·戈洛瓦諾夫，70歲，俄羅斯記者、作家和科學傳播者，腦血管疾病。[86]
- 赫爾曼·豪斯（Hermann A. Haus），77歲，斯洛維尼亞裔美國科學家。[87]
- Sumitra Mukherjee，54歲，印度孟加拉女演員。
- 菲利斯·奧蘭迪（Felice Orlandi），77歲，義大利裔美國演員。
- Frank D. White，69歲，美國政治家（阿肯色州第41任州長）、銀行家和銀行監管機構，心臟病發作。[88]

### 22日
- Packiam Arokiaswamy，82歲，印度羅馬天主教主教。[89]
- Big DS，31歲，美國鐵杆說唱歌手和唱片製作人，淋巴癌。[90]
- Grover E. Murray，86歲，美國地質學家和教育家。[91]
- 诺埃尔·罗宾斯（Noel Robins），67歲，澳大利亞部分四肢癱瘓的水手，交通事故。[92]

### 23日
- Fred W. Berger，94歲，美國電影剪輯師。
- 雷·帕裡，67歲，英國足球運動員。[93]
- 邁克爾·波辛格，84歲，德國奧林匹克雪橇運動員。[94]
- Jean Yanne，69歲，法國演員兼導演（《週末》、《This Man Must Die》），心臟病發作。[95]

### 24日
- 弗朗索瓦·博耶（François Boyer），83歲，法國編劇。[96]
- Neil Cherry，56歲，紐西蘭環境科學家，ALS。
- Don Hanmer，83歲，美國電影演員。[97]
- Rachel Kempson，92歲，英國女演員，中風。[98]
- Jules Levy，80歲，美國電視和電影製片人。
- 艾倫·麥克馬洪，48歲，澳大利亞橄欖球運動員和教練，心臟病發作。[99]
- Arne Skouen，89歲，挪威記者、作家和電影導演。[100]

### 25日
- 阿爾米爾·切迪亞克（Almir Chediak），52歲，巴西音樂家和企業家，被槍殺。[101]
- 理查·加德納（Richard Gardner），72歲，美國兒童精神病學家，刺殺自殺。[102]
- David Hafler，84歲，美國音訊工程師，帕金森病。[103]
- 喬治·愛德華·林奇，86歲，美國羅馬天主教主教，羅利輔理主教。[104]
- 比爾·帕斯卡爾，81歲，美式橄欖球運動員（喬治亞理工學院、紐約巨人隊、波士頓洋雞隊）。[105]
- Laurette Séjourné，91歲，墨西哥考古學家和民族學家。
- 傑里米·沃德（Jeremy Ward），27歲，美國鍵盤手和音響技術員，海洛因過量。[106]
- 斯隆·威爾遜，83歲，美國小說家（《穿灰色法蘭絨西裝的男人》《夏日之地》），阿爾茨海默病。[107]

### 26日
- 阿爾弗雷多·布拉沃（Alfredo Bravo），78歲，阿根廷政治家和工會成員，心臟病發作。[108]
- 梅莉塔·布伦纳，96歲，奧地利花樣滑冰運動員（女子單人滑，1928 年冬奧會雙人滑銅牌）。[109]
- Burr DeBenning，66歲，美國演員。
- 傑拉爾德·霍金斯（Gerald Hawkins），75歲，英裔美國天文學家和作家，心臟病發作。[110]
- Thomas Risley Odhiambo，72歲，肯亞昆蟲學家和環保活動家。[111]
- Jim Root，71歲，美式足球運動員（邁阿密大學，芝加哥紅雀隊）和教練（新罕布什爾州，William & Mary）。[112]
- 凱薩琳·溫莎（Kathleen Winsor），83歲，美國作家（Forever Amber）。[113]

### 27日
- 傑佛瑞·巴瓦（Geoffrey Bawa），83歲，斯裡蘭卡建築師。[114]
- 卢恰诺·贝里奥，77歲，義大利作曲家（交響樂團）。[115]
- 弗朗索瓦·邦迪（François Bondy），88歲，瑞士記者和小說家。[116]
- 麥克科爾維爾，87歲，加拿大冰球運動員（紐約遊騎兵隊）。[117]
- 艾爾·哈特利（Al Hartley），81歲，美國漫畫作家和藝術家。[118]
- 斯特兰·尼尔松，81歲，瑞典足球運動員。[119]

### 28日
- 珍妮特·柯林斯（Janet Collins），86歲，美國芭蕾舞演員。[120]
- 菲爾·霍洛威，86歲，紐西蘭政治家。
- 奧列格·格裡戈里耶維奇·馬卡羅夫，70歲，蘇聯宇航員和火箭科學家，心臟病發作。[121]
- 多蘿西·內爾金（Dorothy Nelkin），69歲，美國科學社會學家和作家。[122]
- 詹姆斯·普朗克特，83歲，愛爾蘭作家。[123]
- 伊利亚·普里高津，86歲，俄羅斯-比利時物理化學家，1977 年諾貝爾化學獎獲得者。[124]
- 瑪莎·斯科特，90歲，美國女演員。[125]
- 莫米爾·塔利奇（Momir Talić），60歲，南斯拉夫人民軍和 VRS 的波士尼亞塞族將軍。
- 馬克·祖伯（Marc Zuber），59歲，英國演員，心臟病發作。[126]

### 29日
- W. R. Alford，65歲，美國數學家，在數論領域工作，腦癌。[127]
- Savita Ambedkar，94歲，印度社會活動家和醫生。
- 特雷弗·福特，79歲，威爾士國際足球運動員，肺炎。[128]
- 安东尼·弗雷德里克（Anthony Frederick），38歲，美國籃球運動員，心臟病發作。[129]
- 大衛·傑弗裡斯，30歲，英國摩托車賽車手，摩托車撞車事故。
- 巴茲爾·蘭頓（Basil Langton），91歲，英國演員、導演和攝影師。[130]
- 喬安娜·保羅，57歲，紐西蘭視覺藝術家、詩人和電影製作人。
- 皮埃尔·雷斯塔尼（Pierre Restany），72歲，法國藝術評論家和文化哲學家。[131]
- 華萊士·特裡（Wallace Terry），65歲，美國記者和口述歷史學家。[132]

### 30日
- 扎吉爾·伊斯馬吉洛夫，86歲，蘇聯巴什基爾作曲家和教育家。
- 望月稔，96歲，日本武術家。[133]
- Mickie Most，64歲，英國唱片製作人，腹膜間皮瘤。[134]
- Günter Pfitzmann，79歲，德國電影演員，心臟病發作。[135]
- Lars T. Platou，82歲，挪威政治家。
- 約翰·莫裡斯·羅伯茨，75歲，英國歷史學家和廣播員。[136]
- 西爾維斯特·薩博爾奇基，23歲，克羅埃西亞足球運動員，車禍。
- 傑森·斯威尼（Jason Sweeney），16歲，美國建築工人，被毆打。

### 31日
- 尼古拉斯·巴羅內（Nicolas Barone），72歲，法國公路自行車賽車手。[137]
- 珍妮·巴讚（Janine Bazin），80歲，法國電影和電視製片人。[138]
- 阿尼爾·比斯瓦斯（Anil Biswas），88歲，印度電影音樂導演。[139]
- 弗朗切斯科·科拉蘇諾（Francesco Colasuonno），78歲，義大利天主教會主教。[140]
- 哈爾·哈斯金斯，78歲，美國籃球運動員和教練。[141]
- 薩斯頓的斯托達特男爵安東尼·斯托達特（Anthony Stodart,Baron Stodart of Leaston），86歲，蘇格蘭政治家和終身同伴。
- 李林，79歲，中國物理學家。
- 比利·韋德，88歲，南非板球運動員。[142]